# Tintri
Tintri är ett amerikanskt informationshanteringsföretag baserat i Mountain View i Kalifornien. Företaget tillverkar flashbaserade lagringssystem specifikt avsedda för virtualiserade miljöer och datamoln. Huvudprodukten är datalagringssystemet Tintri VMstore. Systemet erbjuder en egenutvecklad metod för datahantering och skydd för virtuella maskiner och anpassar sig automatiskt till de krav som ställs av den virtuella infrastrukturen.

## Historik
Tintri grundades av Kieran Harty som tidigare var chef för all teknikutveckling vid VMware. Flera personer i ledande ställning vid Tintri kommer från företag som Brocade, EMC, Data Domain, Google, NetApp och VMware.
Kieran Hartys mål när Tintri startades var att lösa problemet med dålig anpassning mellan konventionella lagringssystem och tillämpningarnas krav i virtualiserade miljöer. Detta resulterar ofta i komplicerad konfiguration och dåligt kapacitetsutnyttjande.
I oktober 2013 offentliggjordes utnämningen av Ken Klein, styrelsemedlem vid Tintri och fd VD för Wind River Systems, till VD och ordförande för Tintri.
Tintri har dragit till sig investeringar överstigande 260 miljoner $ i riskkapital. I augusti 2015 offentliggjorde bolaget att 125 miljoner $ investerats. Investeringsrundan leddes av Silver Lake Kraftwerk och de tidigare investerarna Insight Venture Partners, Lightspeed Venture  Partners, Menlo Ventures och New Enterprise Associates.

## Teknik
Tintri VMstore använder virtuella maskiner och virtuella diskar – inte konventionella containers som LUN och volymer – som grundläggande komponenter i lagringssystemet. Avsaknaden av LUN och volymer avlägsnar mycket av den traditionella komplexiteten i ett lagringssystem. Konceptet FlashFirst deduplicerar och komprimerar data till flashdisk, vilket också eliminerar behovet av att konfigurera lagringen i olika nivåer. Garanterad tjänstekvalitet s.k. QoS hos de virtuella maskinerna allokerar automatiskt prestanda och övervakar automatiskt mottagning och sändning av all data till virtuella diskar och virtuella maskiner.
Tintri ger även en helhetsyn av alla virtuella maskiner och svarstider både historiskt och i realtid från virtuella maskiner, hypervisornoder, lagringsnätverk och lagringssystem.
Klienter har tillgång till Tintri VMstore via TCP/IP serviceprotokoll (NFS och SMB). VMstore-systemen är byggda av X86 standardkomponenter med full redundans och med dubbla styrenheter, med en blandning av flash (SSD) och konventionella hårddiskar (HDD). Diskarna är dubbelt paritetsskyddade mot dataförlust med hjälp av RAID6. Inkommande data och uppdateringar till filsystemet skrivs alltid till flashminne för att minimera svarstiderna. Det proprietära operativsystemet, Tintri OS, är egenutvecklat.
Tintri stöder samtidig lagringsutdelning från varje VMstore till VMware, Hyper-V, RHEV, XenServer samt OpenStack per virtuell maskin.

## Produkter
Tintri levererade sina första produkter i april 2011.  
Operativsystemet uppgraderades till Tintri OS 2.0 i april 2013. Denna utgåva adderade granulär uppdatering av virtuella maskiner (produktnamn ReplicateVM) till CloneVM och SnapVM. Applikationen replikerar individuella virtuella maskiner mellan VMstore-system med anpassningsbart dataskydd och skapar kloner av virtuella maskiner på andra system.
Vid VMworld SF 2013 demonstrerade Tintri att man stöder VMware Virtual Volumes(Vvol).
I augusti 2014 lanserades Tintri OS 3.0, Tintri Global Center 1.1 och Tintri Automation Center baserat på PowerShell. De nya produkterna ger datahantering på VM-nivå i system med flera hypervisors; full automatisering för virtualisering; och implementering av privata datamoln.
Tintri lanserade Tintri VMstore T800 och Tintri OS 3.1 i november 2014. T800-serien inkluderar tre modeller – T820, T850 och T880. T880 kan tillhandahålla upp till 3500 virtuella maskiner, 100 TB effektiv kapacitet och 140 000 IOPS (Input/output operations per second) i ett enda rackutrymme på 4U. Nya funktioner i operativsystemet inkluderar integration med VMware vCenter Site Recovery Manager (SRM) för automatisk katastrofberedskap, SecureVM för kryptering av inaktiv data samt automatisering av arbetsflöden och integration av ekosystem.
I april 2015 lanserades Tintri OS 3.2 med garanterad tjänstekvalitet på VM-nivån; SyncVM; samt Tintri Global Center (TGC) 2.0. Med garanterad tjänstekvalitet på VM-nivån kan en tekniker sätta max- och miniminivåer på IOPS för individuella virtuella maskiner, med visuell vägledning. Teknikern kan omedelbart se hur svarstiderna påverkas, istället för att behöva vänta på återkoppling från användarna. SyncVM låter användare bläddra framåt och bakåt mellan ögonblicksbilder från en individuell virtuell maskin utan att förlora andra ögonblicksbilder eller historik över prestanda. TGC 2.0 kan övervaka och hantera mer än 100 000 virtuella maskiner från samma överblicksbild, samt hantera dynamiska grupper av virtuella maskiner baserade på en gemensam policy.
VMstore T5000 lanserades i augusti 2015. Detta system är helt baserat på flashminne och kan lagra upp till 5000 virtuella maskiner i ett 2U rackutrymme och upp till 100 000 virtuella maskiner, 1,4 PB data och 4 miljoner IOPS i ett 42U rack. Både T5000 All-Flash och T800 Hybrid-Flash är baserade på samma Tintri OS med samma realtidsanalys av virtuella maskiner. Nya Tintri Global Center (TGC) 2.1 kan identifiera virtuella maskiner som använder mycket flashminne, så att en tekniker kan flytta arbetslaster från ett T800 till ett T5000-system. Med TGC 2.1 är det även möjligt att dynamiskt tilldela policies för dataskydd och garanterad tjänstekvalitet, samt att överföra och behålla samma gruppinställningar när en virtuell maskin flyttas till en annan enhet. Samtidigt lanserades även konvergerad infrastruktur, VMstack Converged Infrastructure, med möjlighet att välja mellan Hybrid-Flash- eller All-Flash-lagring, flera hypervisors, servrar och nätverk. Vissa partner erbjuder testade, integrerade lösningar för specifika ändamål som virtual desktop infrastructure, högpresterande företagssystem och privata moln. 
I februari 2016 introducerades ett program riktat till molnleverantörer. Tintri Cloud Service Provider Solution syftar till att förenkla molnleverantörers expansion genom att garantera prestanda, analysera användningen, möjliggöra utökat tjänsteutbud samt erbjuda finansiering så att lagringen kan utökas när verksamheten expanderar.

## Certifieringar
- Tintri är certifierat för View Composer API for Array Integration (VCAI)
- Tintris system och Tintri VAAI plug-in är certifierade som VMware Ready.
- Tintri och VMware VDI Reference Architecture för VMware Horizon View 5.2 har testats av VMware och ESG.
- Tintri är listat i version 2.1.2 version av Cisco HCL (sid. 50).
- Tintrís system är även certifierade som Citrix Ready för XenDesktop VDI deployments.

## Priser och utnämningar
- Best of VMworld 2012 – Gold Award, Hardware for Virtualization
- InfoWorld 2015 Technology of the Year Award
- Tintri utsedd till “Visionary” i Gartner Magic Quadrant for General-Purpose Disk Arrays
- Inc "The 11 Hottest Pre-IPO Enterprise Startups”
- CRN Emerging Vendors in 2014
- Virtualization Review Editor’s Choice Award, 2013